# Mission Nature
Mission Nature est un jeu de grattage lancé en octobre 2023 par la Française des Jeux consacré à la biodiversité.
Après le succès de la « Mission Patrimoine », la loi de finances pour 2023 prévoit le nouveau jeu de grattage où une partie des mises est reversée à l'Office français de la biodiversité pour des projets de reconquête de la biodiversité dans les territoires. Le premier appel à projets est lancé en mars 2023 avec vingt sites identifiés, répartis en deux catégories :
- les Projets emblématiques : projets de grande ampleur, avec un impact positif majeur sur les écosystèmes et leur restauration, et agissant en faveur d’habitats ou d’espèces patrimoniales à l’échelle nationale.
- les Projets de maillage : projets d’ampleur significative, avec un impact de niveau régional ou local sur les écosystèmes ou les espèces concernés.

Vendu trois euros, deux-tiers de la mise (66 %) retournent aux joueurs sous forme de gains et plus de 14 % sont reversés par l'Etat à l'OFB.
En mars 2024, 7 millions d'euros avaient été récoltés pour un objectif initial de 6 millions. La deuxième édition de l’offre Mission Nature est prévue à l’automne 2024

## Listes des projets 2023
- La restauration des tourbières alcalines méandres de la Haute-Somme
- La réhabilitation des tortues d'Hermann après l'incendie du Cap Taillat, dans le Var
- Le retour du Gypaète barbu, plus grand rapace d'Europe, dans les Alpes, le Massif central et les Pyrénées
- La restauration des pelouses calcaires de la forêt de Verdun, dans la Meuse
- La préservation de la mangrove du Lamentin, en Martinique
- La restauration des herbiers de Posidonies, en Provence-Alpes Côte d’Azur et en Corse
- La restauration des tourbières des Vosges
- La préservation et la restauration de deux gîtes majeurs à chauves-souris dans les gorges de la Siagne, entre les Alpes-Maritimes et le Var
- La reconquête de la biodiversité dans les plaines céréalières de Charente-Maritime
- La préservation de l’arrière-mangrove de la baie de Bouéni, à Mayotte
- La création d'un réseau de zones boisées et la restauration des marais et prairies de la région d'Auberive, dans la Haute-Marne
- La reconquête de la nature dans les Monts d’Arrée après les incendies de 2022, dans le Finistère
- La restauration d'anciennes gravières dans l'écozone du Forez, dans la Loire
- La restauration des forêts du littoral de la pointe de Saziley, à Mayotte
- La protection des tortues marines du Carbet, en Martinique
- La restauration des zones humides du Mont Saint-Michel, dans la Manche
- La création et l'entretien de haies et de mares sur le territoire de Grand-Lieu, en Vendée
- La restauration des milieux humides autour de la Communauté de communes Les Bertranges, entre la Nièvre et le Cher
- La restauration du bocage du sud de l'Indre
- La création d'un square arboré et fleuri à Vitry-sur-Seine, dans le Val-de-Marne